# 张冠梓
张冠梓（1966年8月—），男，汉族，山东兰陵人，中华人民共和国政治人物。现任中国社会科学院信息情报研究院党委书记、院长。第十四届全国政协委员。